# Agrilus rubroniger
Agrilus rubroniger é uma espécie escaravelho perfurador de madeira metálico da família Buprestidae. É conhecida a sua existência na América do Norte.